# Ulica Norberta Barlickiego w Bielsku-Białej
Ulica Norberta Barlickiego – ulica w centrum Bielska-Białej na historycznym Dolnym Przedmieściu (w administracyjnej dzielnicy Śródmieście Bielsko). Ma długość 300 m i biegnie południkowo od placu Franciszka Smolki do ulicy Wałowej, krzyżując się jedynie z ulicą 11 Listopada, głównym deptakiem miasta, i jej przedłużeniem – Przechodem Schodowym. Jest w całości drogą jednokierunkową (ruch odbywa się wyłącznie z północy na południe, od ul. Wałowej do pl. Smolki) i na większym odcinku jezdnia zajmuje tylko połowę jej szerokości.
Pierwotnie jako Droga Pszczyńska była główną drogą wyjazdową w kierunku północnym, w swoim początkowym odcinku posiadającą zabudowę przemysłową. W 1855 awansowała do roli jedynej drogi dojazdowej do dworca kolejowego. Szybko zapełniła się okazałymi kamienicami w stylu historyzmu i secesji, spośród których wiele mieściło hotele, choć już w 1890 straciła swoje znaczenie komunikacyjne, gdyż zbudowano nowy dworzec, do którego prowadziła dzisiejsza ulica 3 Maja. Mimo to aż do 1939 nosiła nazwę Kolejowa i jeszcze w okresie międzywojennym znajdowało się tu wiele hoteli. Jednocześnie była jedną z dwóch głównych ulic bielskiej dzielnicy żydowskiej. Współcześnie przeważa funkcja handlowo-usługowa.

## Historia

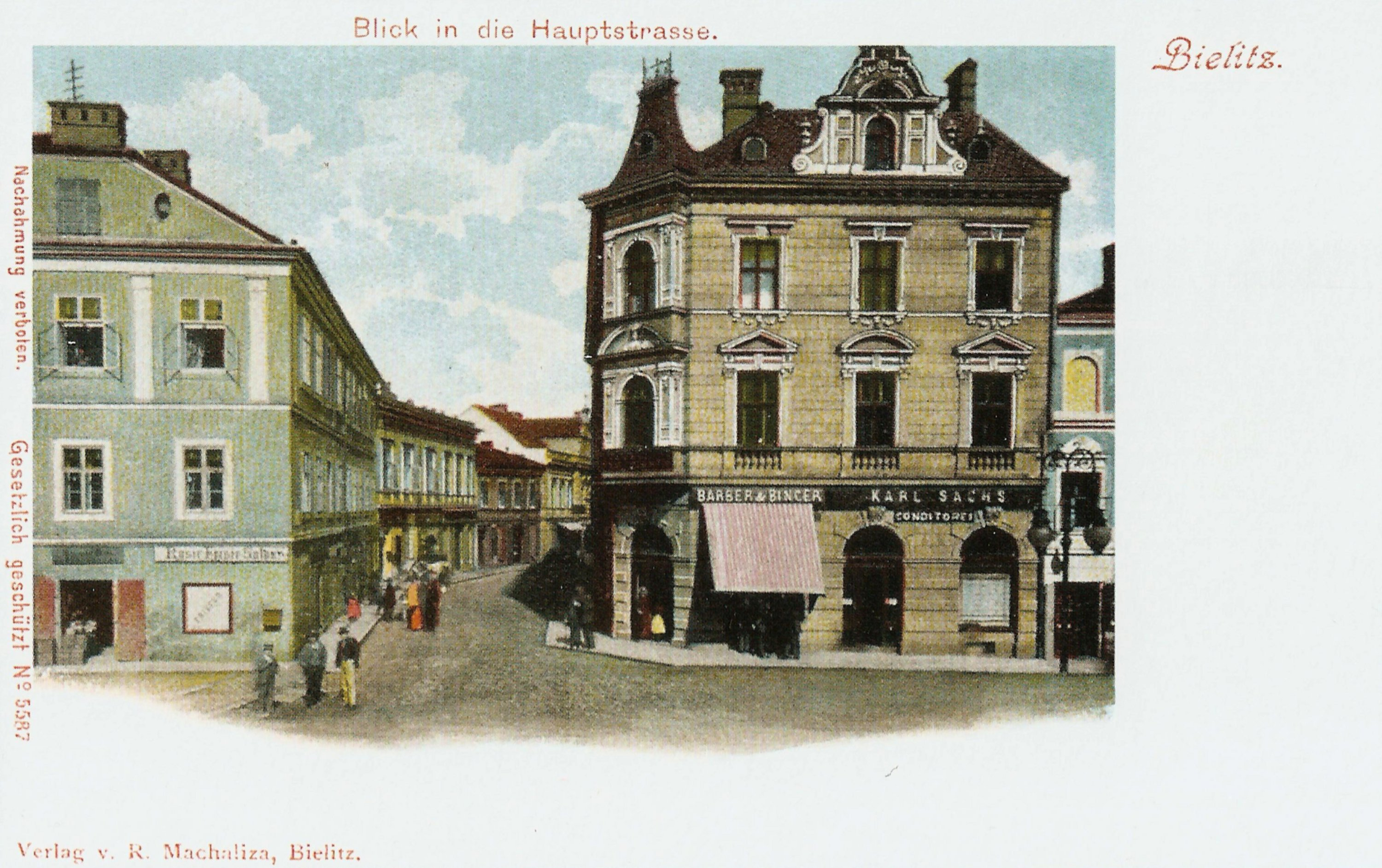
Widok na ulicę z Börsenplatz w 1900...

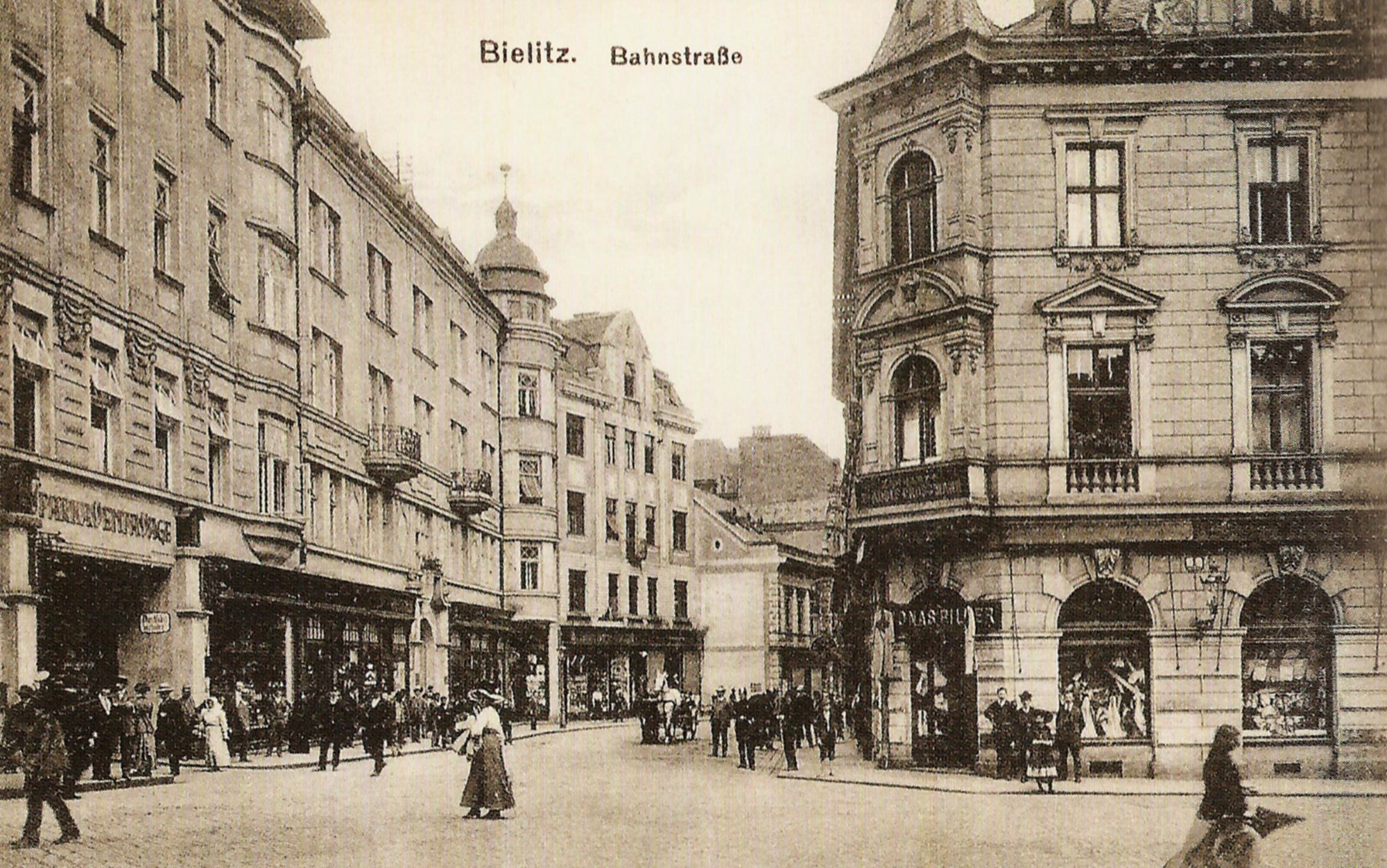
... i 1911

Pierwotnie dzisiejsza ul. Barlickiego nosiła nazwę Pleßer Weg (Droga Pszczyńska) i była drogą wyjazdową w kierunku północnym (Dziedzice, Pszczyna). Na początkowym odcinku drogi występowała zabudowa przemysłowa – m.in. farbiarnie: Johanna Gottlieba Fritsche (nr 2, zał. 1777) i Friedricha Patzera (nr 1-3, zał. 1818).
W 1855 awansowała do roli jedynej drogi dojazdowej do dworca kolejowego (dzisiejszy budynek administracyjny przy alejce dla pieszych łączącej pasaż handlowy przy dworcu z Parkiem Esperanto). Wraz z dzisiejszą ul. Wałową była częścią drogi łączącej stację ze śródmieściem, którego centralnym punktem był wówczas plac Giełdowy (Börsenplatz, dziś Franciszka Smolki). Nosiła nazwę Bahnstraße (Kolejowa). Szybko zaczęła się wypełniać wielkomiejską zabudową w stylach historyzmu – neorenesansie, neobaroku i eklektyzmie, która częściowo powstała w miejscu już istniejących budynków z XVIII i początku XIX wieku, spośród których zachował się do dziś tylko jeden – przy skrzyżowaniu z 11 Listopada.
Po 1890, kiedy na północ od dotychczasowego powstał nowy dworzec kolejowy (dziś Bielsko-Biała Główna) ulica Kolejowa straciła swoje znaczenie komunikacyjne, będąc odtąd jedynie jedną z wielu śródmiejskich ulic. Nową, o wiele większą, stację z centrum połączyła dzisiejsza ulica 3 Maja (wówczas Franz-Josef-Straße), która stała się osią urbanistyczną nowej części Dolnego Przedmieścia, położonej po drugiej stronie linii kolejowej do Żywca niż ulica Kolejowa. Jednocześnie plac Giełdowy przestał być sercem największego z bielskich przedmieść w II połowie XIX wieku. Jego rolę przejął plac Smolny, zwany od 1890 Garncarskim (Töpferplatz), a obecnie placem Bolesława Chrobrego. Mimo to Kolejowa pozostała ulicą pełną hoteli, utrzymał się także boom budowlany – w pierwszej i drugiej dekadzie XX wieku na początkowym odcinku ulicy (w rejonie placu Giełdowego i ul. Głównej (dziś 11 Listopada)) w miejscu starszej zabudowy – w tym fabrycznej – powstało kilka secesyjnych kamienic będących charakterystycznym akcentem architektonicznym tej części miasta. Aż do II wojny światowej ulica Kolejowa (po 1918 nie zmieniono nazwy, tylko przetłumaczono ją z niemieckiego) wraz z równoległą Tempelstraße (po 1918: Kazimierza Wielkiego, dziś: Cechowa) stanowiły dzielnicę żydowską Bielska. W 1939 doszło do zmiany nazwy na Brombergerstraße (Bydgoska), a następnie Schlageterstraße (Schlagetera).

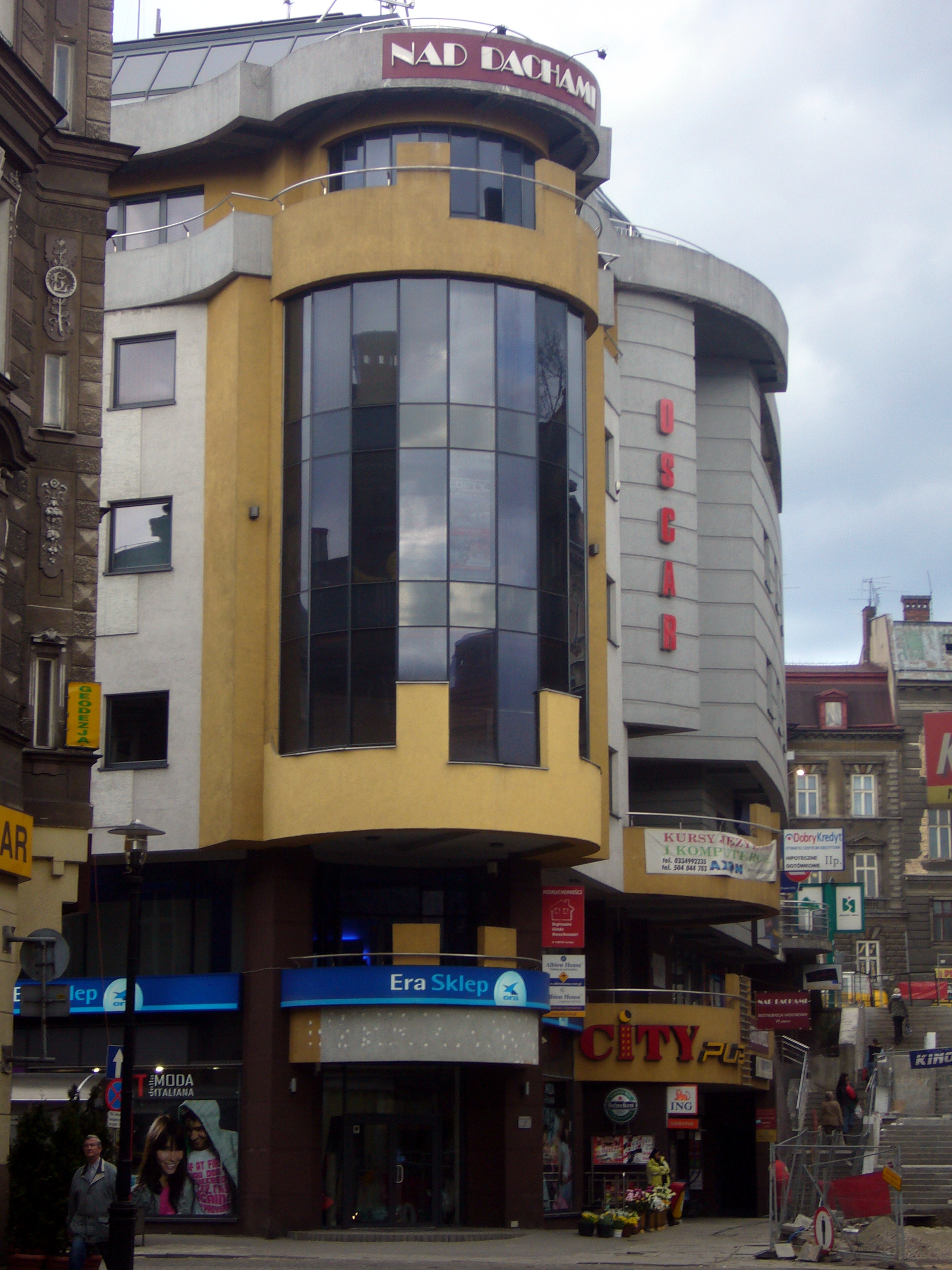
Biurowiec Oscar przed przebudową

W 1945 ulicę przemianowano na Norberta Barlickiego, która to nazwa funkcjonuje do dziś. W 1977 wyburzono neorenesansową kamienicę pod numerem 7 i poszerzono schody łączące ul. Dzierżyńskiego (dziś: 11 Listopada) z Lenina (dziś: 3 Maja). Schody te miały status ulicy, nazywane kolejno Pasażem Lindnera, Stiegendurchgang, Pasażem Jagiellonów i w końcu Przechodem Schodowym. W latach 90. zaczęły na ul. Barlickiego powstawać liczne puby i kluby nocne, które z czasem stały się znakiem reprezentacyjnym ulicy. W 2002 pomiędzy schodami a kamienicą pod numerem 5 stanął pięciopiętrowy postmodernistyczny biurowiec Oscar, a w 2018 naprzeciwko drugi biurowiec w podobnym stylu. W latach 2008–2009 dokonano przebudowy ulicy. Wymieniono nawierzchnię, zwężono jezdnię i zmniejszono ilość miejsc parkingowych, poszerzając zarazem chodniki, a także zmodernizowano całą infrastrukturę podziemną; koszt inwestycji, mającej na celu „zmianę charakteru ulicy, tak aby bardziej przypominała deptak” (zamknięcie Barlickiego dla ruchu kołowego było niemożliwe) wyniósł 4 mln zł. Latem 2009 rozpoczęła się także przebudowa układu komunikacyjnego wokół rozbudowywanej Galerii Sfera; skrzyżowanie ul. Barlickiego z Wałową zostało przekształcone w rondo.

## Przebieg

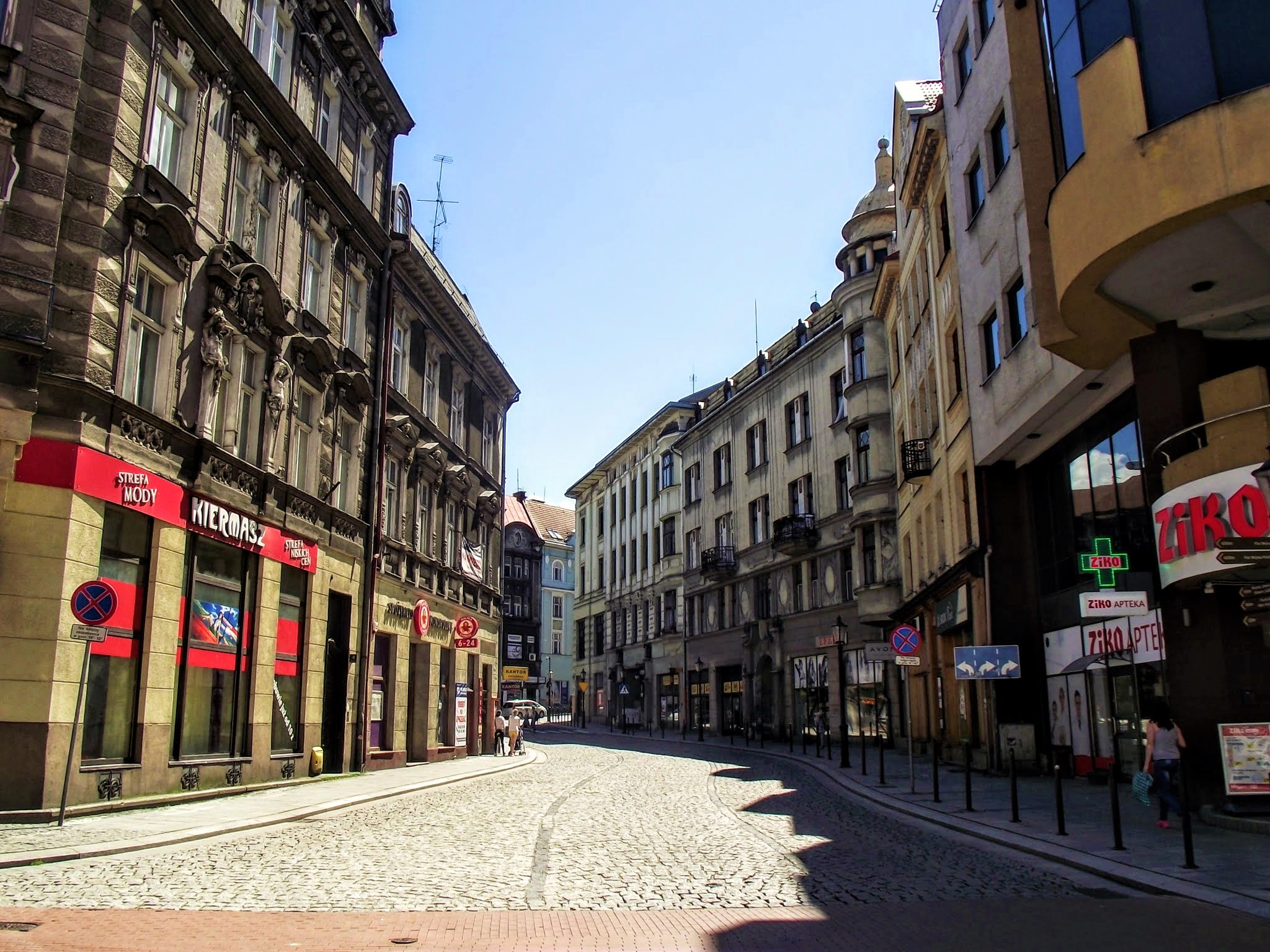
Widok ze skrzyżowania z ul. 11 Listopada i Przechodem Schodowym ku pl. Smolki

Ulica Barlickiego rozpoczyna się na pl.Franciszka Smolki skrzyżowaniem z ul. Wzgórze (zachodnia pierzeja placu według numeracji budynków jest częścią ul. Barlickiego). Około 20 m dalej w kierunku zachodnim odchodzi ul. Przechód (pasaż łączący ulicę z pl. Chrobrego i ul. 3 Maja). W odległości 70 m od pl. Smolki ul. Barlickiego krzyżuje się z ul. 11 Listopada – głównym deptakiem Bielska-Białej (odchodzi w kierunku wschodnim) i jej przedłużeniem na zachód – Przechodem Schodowym, czyli schodami łączącymi skrzyżowanie z ul. 3 Maja. Na odcinku od placu do skrzyżowania ul. Barlickiego jest najszersza w całym swoim biegu – jezdnia ma 9 m, ponieważ rozszerza się do trzech pasów ruchu.
Za skrzyżowaniem z 11 Listopada jezdnia zwęża się do 5 m. Po jej zachodniej stronie znajduje się 31 miejsc parkingowych zgrupowanych: jeden raz po pięć, cztery razy po sześć i jeden raz po dwa. Grupy przedzielone są placykami z ławkami, stojakami na rowery, latarniami i klombami kwiatowymi, w które rozszerza się zachodni chodnik. Ponadto przed kamienicą nr 13 znajduje się postój taksówek.
Koniec ulicy stanowi skrzyżowanie z ul. Wałową (300 m), które w 2009 zostało przekształcone w rondo, będące jednocześnie skrzyżowaniem Wałowej z równoległą do Barlickiego ul. Cechową.
Ulica w całości jest jednokierunkowa. Ruch odbywa się wyłącznie z północy na południe, od ul. Wałowej w kierunku pl. Smolki.
Nawierzchnię jezdni wykonano z kostki granitowej, nawierzchnia chodników została wykonana z płyt granitowych uzupełnionych żółtym klinkierem, miejsca parkingowe zostały wybrukowane czerwonym klinkierem, natomiast placyki rozdzielające parkingi – żółtym klinkierem.

## Zabudowa

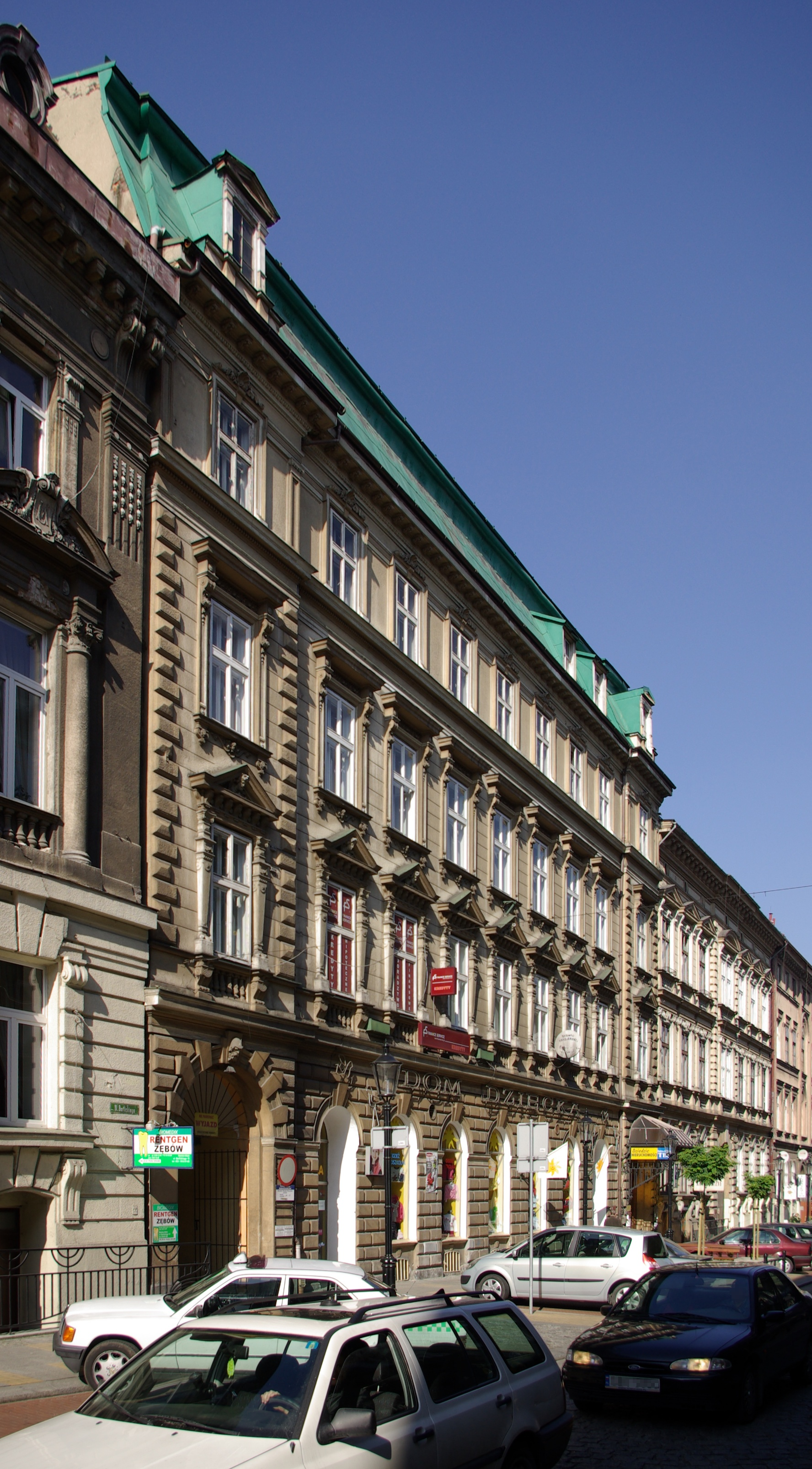
Dawny hotel Grand

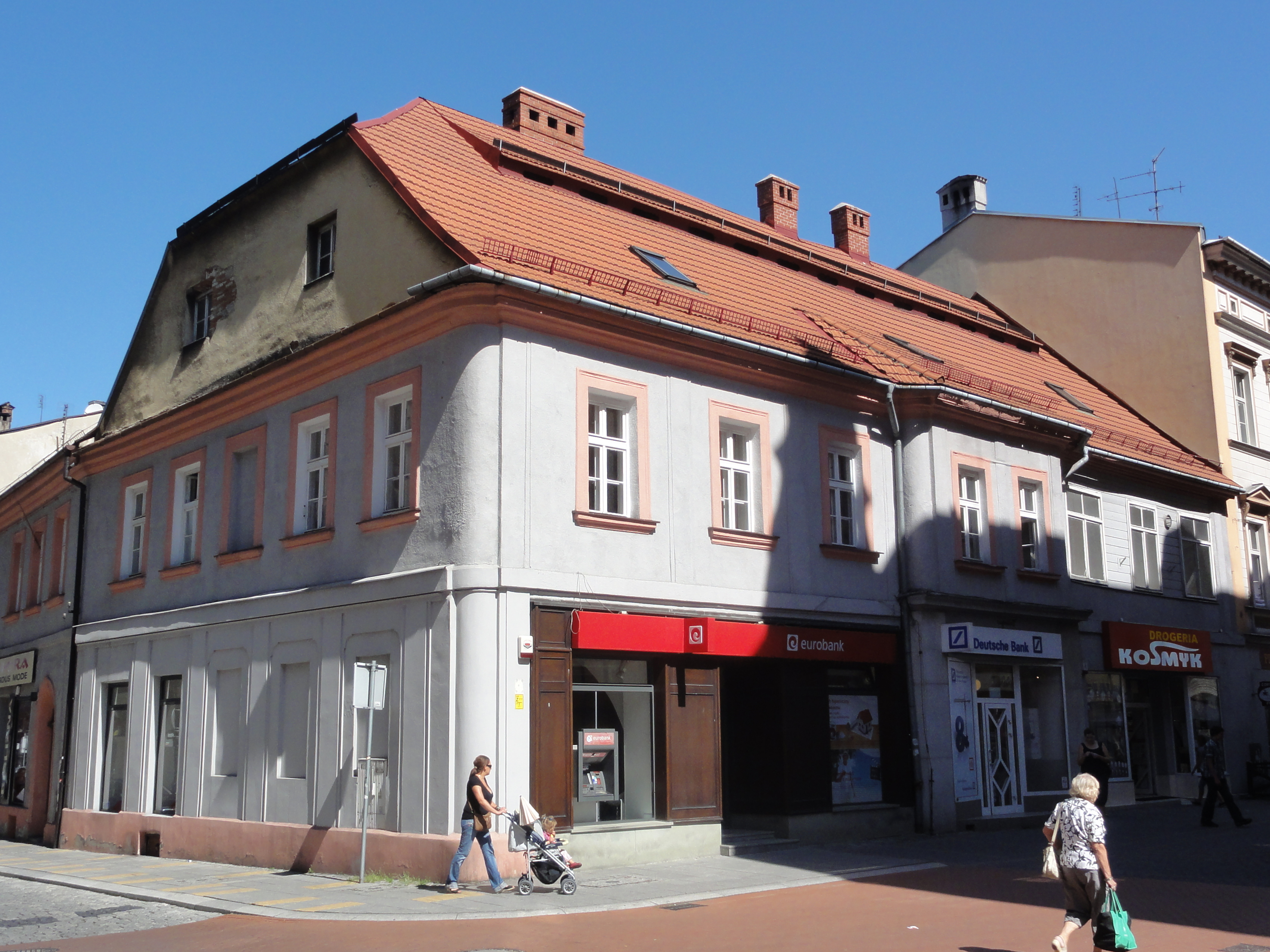
XVIII-wieczny budynek na rogu ul. 11 Listopada

Większość budynków znajdujących się przy ul. Barlickiego to neorenesansowe, neobarokowe lub eklektyczne dwu- lub trzypiętrowe kamienice powstałe od lat 50. XIX wieku do początku XX wieku. Część z nich mieściła pierwotnie hotele – pod nr 8 National z około 1870, pod nr 15 Grand z 1885 z zachowanym zadaszeniem wejścia, a pod nr 20 Langer z około 1865 przeznaczony specjalnie dla żydowskiej klienteli, przemianowany później na Imperial. Grand i Imperial funkcjonowały aż do czasu II wojny światowej, National do 1902.
Północna pierzeja początkowego odcinka ulicy zabudowana jest w większości trzypiętrowymi kamienicami reprezentującymi architekturę secesyjną – pod nr 1 budynek z 1900 należący niegdyś do Komunalnej Kasy Oszczędności będący jedynym zrealizowanym z licznych projektów Maxa Fabianiego, pod nr 3 kompleks mieszkalno-biurowy zbudowany w 1909 według projektu Hansa Mayra i Theodora Mayera, którego integralną częścią jest pasaż noszący nazwę ulica Przechód, pod nr 5 kamienica Franciszka Polaczka z 1910, a pod nr 11 kamienica Bianki Jakobowicz projektu Emanuela Rosta juniora z 1911 z charakterystycznymi motywami roślinnymi na elewacji.
Na tle tych obiektów wyróżnia się jednopiętrowy budynek na rogu ul. 11 Listopada (nr 6) wzniesiony jako zajazd pod koniec XVIII wieku, a później należący do bielskiego burmistrza Moritza Gustava Scholza, neoklasyczny gmach pod numerem 22 powstały w 1923 dla Śląskiego Banku Przemysłowego poprzez przebudowę dawnego hotelu Nordbahn (sam hotel był najstarszym przy ulicy, założony już w 1856) oraz przy Przechodzie Schodowym pięciopiętrowe postmodernistyczne biurowce: pod nr 7 Oscar z roku 2002 (przebudowa 2021) oraz pod nr 9 z 2018. Oba wybudowano w miejscu neorenesansowej kamienicy wyburzonej w latach 60., aby mógł powstać Przechód Schodowy.